# Березово (Зеленцовское сельское поселение)
Березово — деревня в Никольском районе Вологодской области.
Входит в состав Зеленцовского сельского поселения, с точки зрения административно-территориального деления — в Зеленцовский сельсовет.
Расстояние по автодороге до районного центра Никольска — 63 км, до центра муниципального образования Зеленцово — 3 км. Ближайшие населённые пункты — Люльково, Зеленцово, Слуда.
По переписи 2002 года население — 92 человека (43 мужчины, 49 женщин). Преобладающая национальность — русские (99 %).